# Drei Schwestern (1984)
Drei Schwestern ist ein 1984 geschaffener Film des Fernsehens der DDR von Thomas Langhoff nach dem gleichnamigen Drama von Anton Tschechow aus dem Jahr 1901.

## Produktion
Die Dramaturgie lag in den Händen von Manfred Möckel und Eva Nahke und das Szenenbild stammt von Dieter Berge.
Die Premiere, der dem Film nahe liegenden Inszenierung von Thomas Langhoff, fand am 13. Januar 1979 im Berliner Maxim-Gorki-Theater statt. Die Erstausstrahlung des auf ORWO-Color geschaffenen Films erfolgte anlässlich des Welttheatertages am 25. März 1984 im 1. Programm des Fernsehens der DDR.

## Kritik
„Während der Zuschauer im Theater stets das gesamte Bühnengeschehen erfaßt, lenkt Langhoff bei der Fernsehregie in präzisester Abstimmung mit dem Kameramann das Zuschauerauge bewußt auf die Großaufnahme, auf die stimmungsvolle Weite der Landschaft, auf bis ins Detail auch lichtmäßig ausgeklügelte Vorgänge, so daß die Kamera zum entscheidenden Mitspieler wird.“

„‚Drei Schwestern‘ ist ein Film von hohem ästhetischem Eigenwert und gleichzeitig Dokument einer großen Bühneninszenierung. Die künstlerische Ehe zwischen Theater und Fernsehen hat Früchte getragen.“